# Tropheops
Genre
Répartition géographique
Tropheops est un genre de poissons de la famille des Cichlidae endémiques du lac Malawi en Afrique.

## Liste des espèces
Selon FishBase (23 juillet 2015) :
- Tropheops gracilior (Trewavas, 1935)
- Tropheops lucerna (Trewavas, 1935)
- Tropheops macrophthalmus (Ahl, 1926)
- Tropheops microstoma (Trewavas, 1935)
- Tropheops modestus (Johnson, 1974)
- Tropheops novemfasciatus (Regan, 1922)
- Tropheops romandi (Colombé, 1979)
- Tropheops tropheops (Regan, 1922)

### Espèces non d'écrite, variétés géographiques
Un certain nombre d’espèces non décrite et de variétés géographiques sont connus - liste non exhaustive :
- Tropheops sp. "chilumba"[2],[3] - peut-être Tropheops tropheops[4] - (espèce incertae sedis dans Tropheops tropheops ou simple variété géographique)
- Tropheops sp. "red cheek" "Chizumulu Island"[5],[6]
- Tropheops sp. "elongatus mbako" "Maingano Island" (vidéo[7])
- Tropheops sp. "lucerna blue aggressive" - île de Chitande[2] - (espèce incertae sedis dans Tropheops lucerna ou simple variété géographique)
- Tropheops sp. "lucerna blue cobalt" - îles de Likoma et Chizumulu[2] - (espèce incertae sedis dans Tropheops lucerna ou simple variété géographique)
- Tropheops sp. "lucerna blue mozambique" - Chuanga, Metangula (Mozambique)[2] - (espèce incertae sedis dans Tropheops lucerna ou simple variété géographique)
- Tropheops sp. "lucerna blue tanzania" - Njambe, Puulu (Tanzanie), Chiwindi (Mozambique)[2] - (espèce incertae sedis dans Tropheops lucerna ou simple variété géographique)
- Tropheops sp. "lucerna brown chia" - Chia Lagoon (Malawi)[2] - (espèce incertae sedis dans Tropheops lucerna ou simple variété géographique)
- Tropheops sp. "lucerna fin spot" - île de Likoma[2],[8] - (espèce incertae sedis dans Tropheops lucerna ou simple variété géographique)
- Tropheops sp. "macrophthalmus chitimba" - baie de Chitimba (Malawi)[2] - (espèce incertae sedis dans Tropheops macrophthalmus ou simple variété géographique)
- Tropheops sp. "aurora" - de Lundu à Mbamba Bay (Tanzanie)[2]
- Tropheops sp. "band" - Nkhata Bay (Malawi)[2]
- Tropheops sp. "black" - partie Nord du lac[2]
- Tropheops sp. "black dorsal" - de Ngara à Nkhata Bay (Malawi)[2]
- Tropheops sp. "boadzulu" - île de Boadzulu[2],[8]
- Tropheops sp. "broad mouth" - partie Sud du lac[2]
- Tropheops sp. "chilumba" - de Mdoka à l'île de Chirwa (Malawi)[2] - (espèce incertae sedis dans Tropheops tropheops ou simple variété géographique)
- Tropheops sp. "chilumba type" - Chiwindi et Wikihi (Mozambique)[2] - (espèce incertae sedis dans Tropheops tropheops ou simple variété géographique)
- Tropheops sp. "chinyamwesi" - île de chinyamwesi[2],[8]
- Tropheops sp. "chinyankwazi" - île de chinyankwazi[2]
- Tropheops sp. "chitimba" - baie de Chitimba (Malawi)[2]
- Tropheops sp. "macrophtalmus chitimba blue" "Chitimba Bay"[9] - (espèce incertae sedis dans Tropheops macrophthalmus ou simple variété géographique)
- Tropheops sp. "dark" - île de Likoma[2],[8]
- Tropheops sp. "deep" - Nkhata Bay (Malawi)[2],[8]
- Tropheops sp. "goldbreast" - de Liutche à Londo / Tumbi Point (Mozambique)[2]
- Tropheops sp. "gold otter" - île de Otter, Cap Maclear (Malawi)[2]
- Tropheops sp. "gome yellow" - de Gome (Malawi) à Nkolongwe (Mozambique)[2]
- Tropheops sp. "higga" - récif de Higga et Mbamba Bay (Tanzanie)[2]
- Tropheops sp. "lilac" - partie Sud du lac[2]
- Tropheops sp. "lumessi blue" - Lumessi, Meponda (Mozambique)[2]
- Tropheops sp. "maleri blue" - îles de Maleri[2],[8]
- Tropheops sp. "maleri yellow" - îles de Maleri[2],[8]
- Tropheops sp. "mauve" - de l'île de Kande à Ngara (Malawi) / de Lupingu au récif de Pombo (Tanzanie)[2]
- Tropheops sp. "mauve yellow" - Magunga (Tanzanie)[2]
- Tropheops sp. "mbenji blue" - île de Mbenji[2],[8]
- Tropheops sp. "mbenji yellow" - île de Mbenji[2],[8]
- Tropheops sp. "membe" - de Mara Point à Tumbi Point (Mozambique) / île de Likoma[2],[8]
- Tropheops sp. "mumbo" - île de Mumbo[2],[8]
- Tropheops sp. "olive" - de Mdoka à l'île de Kande (Malawi) / de Kirondo à Manda (Tanzanie)[2],[10]
- Tropheops sp. "red cheek" - de Cap Kaiser à Ikombe (Tanzanie) / îles de Likoma et Chizumulu / rocher de Tsano[2]
- Tropheops sp. "red fin" - de Hora Mhango au rocher de Mara (Malawi) / de la rivière Ruhuhu (Tanzanie) à Lumbaulo (Mozambique)[2],[11]
- Tropheops sp. "rust" - de Nkhata Bay à Cap Manulo (Malawi) / de Manda à Lupingu (Tanzanie)[2]
- Tropheops sp. "sand"[2]
- Tropheops sp. "Yellow Chin"[12]